# Rigenerazione (termodinamica)

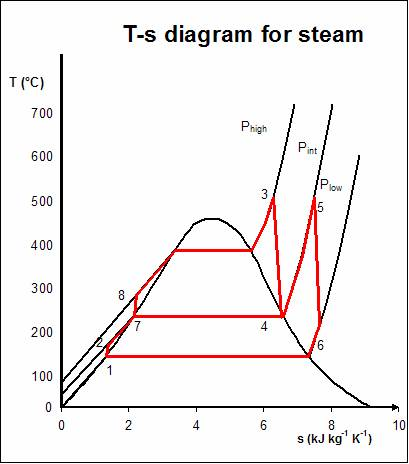
Ciclo Rankine con rigenerazione e risurriscaldamento.

In termodinamica per rigenerazione si intende l'utilizzo del calore ancora contenuto nei fluidi di scarico di un processo, come il vapore o i gas combusti.
Ad esempio in alcuni motori a combustione interna la rigenerazione si usa per riscaldare il combustibile che deve ancora essere bruciato, per favorirne la reazione ed aumentare quindi il rendimento della macchina.
Le camere dove avviene questo scambio termico vengono chiamate preriscaldatori.

## Ciclo Hirn
La rigenerazione viene talvolta utilizzata nel ciclo Hirn. Si parla quindi di ciclo Hirn rigenerativo. Spillando dalla turbina a un numero intero n di pressioni diverse (dalla più bassa alla più alta) ogni volta una frazione massica w del vapore che la attraversa si tende ad annullare quasi completamente l'effetto negativo del riscaldamento del fluido di lavoro accostandosi sempre più al rendimento del relativo ciclo Carnot, seppure senza raggiungerlo neanche ad infiniti spillamenti. Segue la dimostrazione:
{\displaystyle \eta _{(n,{\vec {w}})}=1-{\frac {h_{2,0}-h_{1,0}}{h_{2,n+1}-h_{1,n+1}+\sum _{j=1}^{n}w_{j}(h_{2,j}-h_{1,j})}}=1-{\frac {h_{0}}{(1+w)(h_{2,n+1}-h_{1,n})}}}
ma un bilancio energetico al rigeneratore j-esimo:
{\displaystyle w_{j}(h_{2,j}-h_{1,j})=(1+\sum _{y=1}^{j-1}w_{y})(h_{1,j}-h_{1,j-1})}
permette di esprimere ogni frazione nella sommatoria delle precedenti e nei rapporti entalpici:
{\displaystyle w_{j}=(1+\sum _{y=1}^{j-1}w_{y})(k_{j}{\frac {h_{n+1}}{h_{0}}})}
dove:
{\displaystyle h_{n+1}=h_{1,n+1}-h_{1,0}}
{\displaystyle k_{j}={\frac {h_{1,j}-h_{1,j-1}}{h_{n+1}}}}
e quindi la frazione massica passante dalla turbina vale:
{\displaystyle 1+w=1+\sum _{j=1}^{n}\left[(1+\sum _{y=1}^{j-1}w_{y})(k_{j}{\frac {h_{n+1}}{h_{0}}})\right]=\prod _{j=1}^{n}(1+k_{j}{\frac {h_{n+1}}{h_{0}}})},
essa va massimizzata negli kj, tenendo conto che {\displaystyle k=\sum _{j=1}k_{j}={\frac {h_{1,n+1}-h_{1,n}}{h_{n+1}}}} dipende unicamente da n, e come tale:
{\displaystyle k_{j}|_{(1+w)_{max}}={\frac {k}{n}}}
perciò la produttoria avendo fattori uguali si riduce ad una semplice potenza, e il rendimento diventa: 
{\displaystyle \eta _{(n,k)}=1-{\frac {1}{(1+{\frac {h_{n+1}k}{h_{0}n}})^{n}(1-{\frac {h_{n+1}}{h_{0}}}(1-k))}}}
a questo punto non ci resta che minimizzare in k il denominatore:
{\displaystyle {\frac {\partial }{\partial k}}[(1+{\frac {kh_{n+1}}{nh_{0}}})^{n}(1-{\frac {(1-k)h_{n+1}}{h_{0}}})]={\frac {kh_{n+1}}{kh_{o}}}(1+{\frac {h_{n+1}k}{h_{0}n}})^{n-1}(1-{\frac {h_{n+1}}{h_{0}}}(1-k))-h_{n+1}(1+{\frac {h_{n+1}k}{h_{0}n}})^{n}=0}
che porta a:
{\displaystyle k={\frac {n}{n+1}}}
perciò finalmente otteniamo:
{\displaystyle \eta _{(n)}=1-(1+{\frac {h_{n+1}}{h_{0}(n+1)}})^{-(n+1)}},
questa è una successione reale crescente, che parte da:
{\displaystyle \eta _{0}={\frac {h_{n+1}}{h_{0}+h_{n+1}}}},
e finisce nell'esponenziale negativo crescente:
{\displaystyle \eta _{\infty }=1-\mathrm {e} ^{-{\frac {h_{n+1}}{h_{0}}}}},
La soluzione ideale di massimo rendimento per gli spillamenti.
Riassumendo si è dimostrato che l'adozione degli spillamenti:
- è assolutamente conveniente,
- aumenta di convenienza col numero degli spillamenti
- andrebbe effettuata suddividendo in parti uguali il salto entalpico totale disponibile.

In un ciclo Rankine con rigenerazione il vapore che si trova sotto forma di vapore surriscaldato entra in turbina e incomincia ad espandersi; qui parte del vapore viene sottratto grazie all'ausilio di particolari valvole e viene utilizzato per riscaldare il liquido nella fase di compressione-riscaldamento;  questo metodo dicesi di "Spillamento".
Nella pratica reale è impossibile ottenere uno spillamento graduale e continuo e per questo si opta a successivi spillamenti graduali che vanno da un minimo di 4 a un massimo di 14. Certo è che lo spillamento a gradino è più svantaggioso di quello ideale continuo.
La rigenerazione è tanto più efficiente quanto più è alta la temperatura e la pressione di vaporizzazione. Ad esempio se la pressione è di 18 Mpa il beneficio della rigenerazione ideale è di addirittura 28% usando vapore saturo.
Nella fase di miscelamento, il vapore spillato può venire mescolato al liquido  o attraverso "riscaldatori a superficie", un particolare tipo di scambiatori di calore, o attraverso semplici miscelatori, effettivamente più semplici e senza salto di temperatura da condensante e acqua.

## Altri significati
Per rigenerazione si intende anche l'accumulo momentaneo del calore sulle pareti (o corpi di riempimento) di un recipiente, entro il quale passano alternativamente prima il fluido che cede il calore al recipiente e successivamente il fluido da scaldare.
La tecnica della rigenerazione viene anche applicata nell'ambito dell'ingegneria chimica agli scambiatori di calore industriali, che vengono appunto detti scambiatori di calore rigenerativi. Un tipo di scambiatore di calore rigenerativo è lo scambiatore Cowper, che consiste in un'alta colonna riempita di mattoni, che accumulano il calore da scambiare.
Gli scambiatori di calore rigenerativi vengono utilizzati nei casi in cui l'inquinamento tra le correnti non comporti particolari problemi per il processo produttivo.

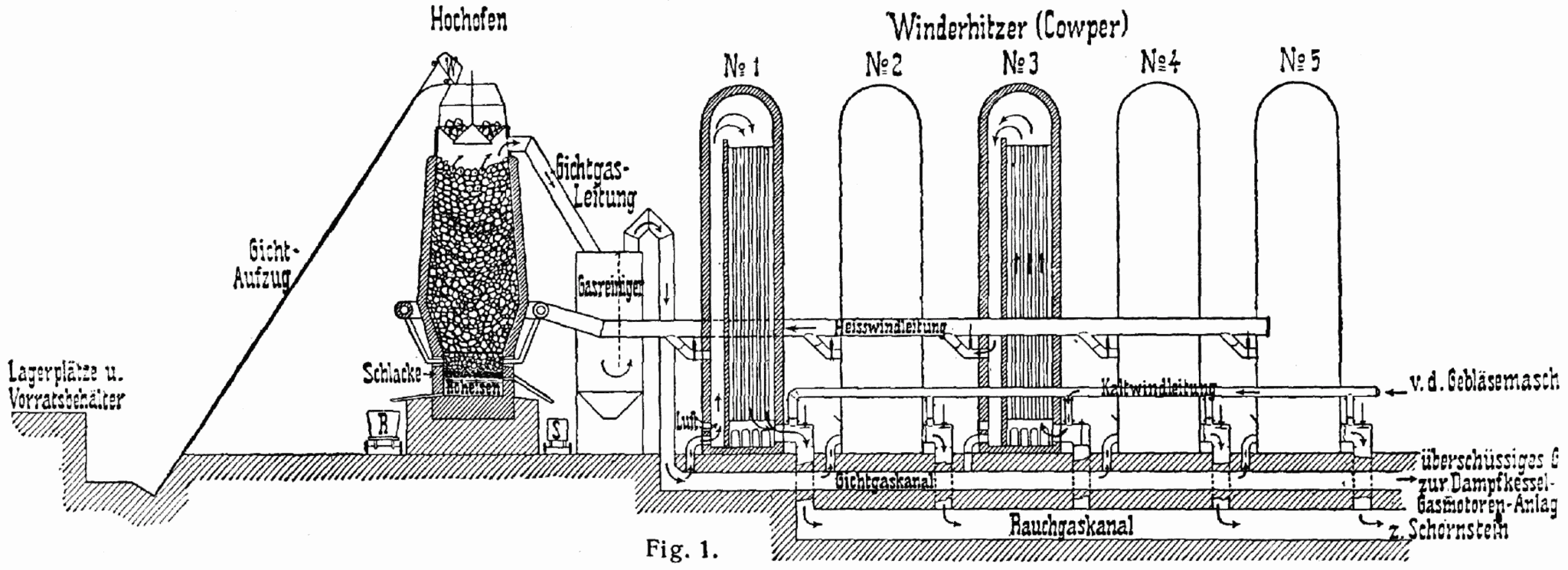
Rappresentazione d cinque scambiatori "Cowper" di tipo rigenerativo.